# Răsărit de fier
Răsărit de fier (în engleză Iron Sunrise) este un roman hard science fiction din 2004 al autorului Charles Stross, care urmărește evenimentele din Spațiul singularității. Cartea a fost nominalizată la premiile Hugo și Locus în 2005.
Spațiul singularității descrie un viitor în care societățile umane au fost luate involuntar de pe Pământ și distribuite pe scară largă în galaxia Calea Lactee, aparent la întâmplare, în urma unei singularități tehnologice care a dus la apariția unei I.A. puternice, sub forma Eschatonului.
Evenimentele din ambele romane au loc consecutiv la o perioadă de timp după urmările imediate ale singularității.

## Rezumat
Martin Springfield și Rachel Mansour se întorc pe Pământ pentru a-și reveni după evenimentele din Spațiul singularității. Cu toate acestea, Rachel este chemată rapid să explice cheltuielile administrative pe care le-a făcut în timpul misiunii sale anterioare. La scurt timp după aceea, ea se află în negocieri cu un nebun, care se crede o reîncarnare a lui Idi Amin și care se află în posesia unui dispozitiv nuclear armat pe care, în umorul negru tipic seriei, a amenințat că-l va detona după ce a primit un aviz de evacuare din apartamentul său. .
Între timp, o civilizație planetară tânără și plină de speranță este ucisă prin utilizarea aparentă a unui dispozitiv de încălcare a cauzalității care face ca soarele lor să explodeze fără avertisment („răsăritul de fier” al titlului), iar sistemele lor de apărare să se desfășoare automat împotriva lumii de origine a celor suspectați ca fiind autorii atrocității.
Rachel și Martin au început să investigheze aceste evenimente ca să prevină asasinarea membrilor rămași ai conducătorilor civilizației asasinați, care pot întrerupe atacul în desfășurare ca represalii. În fundal, Eschaton continuă cu propriul său joc.

## Vezi și
- 2004 în științifico-fantastic